# Kritikkompetenz
Unter Kritikkompetenz versteht man einerseits die Fähigkeit, Menschen positiv und negativ im Sinne der Person und der Sache zu kritisieren, andererseits die Fähigkeit, Kritik im Sinne der Person und der Sache selbst zu akzeptieren und produktiv zu verarbeiten. Kritikkompetenz setzt sich demnach aus einer aktiven und einer passiven Komponente zusammen. Sie ist eine Facette sozialer Kompetenz, die Einfluss auf menschliches Interaktionsverhalten und den Interaktionserfolg besitzt.

## Hintergrund
Kritik stellt in der Westlichen Welt für die meisten Menschen ein Problem dar. Sie ist negativ belegt, wird ungern empfangen und meist auch ungern erteilt – zumindest wenn es konstruktive, durchdachte und für den anderen fordernde und fördernde Kritik sein soll.
Der Begriff Kritikkompetenz sieht Kritik, sofern richtig eingesetzt, als eine kreative Ressource, die unabdingbar für Lernprozesse und Weiterentwicklung ist. Denn Kritik bietet die Basis für die persönliche Entwicklung eines Menschen und ist damit ein Grundstein für Lernprozesse in diversen gesellschaftlichen Bereichen, wie der schulischen Ausbildung, Erwachsenenbildung oder in der Wirtschaft, die unter Begriffen wie Soft Skills oder Schlüsselqualifikationen soziale Fähigkeiten in der Personalauswahl und -entwicklung für sich entdeckt hat.
Als besonders wichtig ist der Besitz von Kritikkompetenz bei Personen mit Führungsverantwortung, wie z. B. Lehrern oder Vorgesetzten. Durch ihr aktives und passives Kritik-Verhalten haben sie großen Einfluss auf die Personen, für die sie verantwortlich sind.

## Operationalisierung
In der sozialwissenschaftlichen Forschung ist wenig untersucht, wie man den Grad der Kritikkompetenz von Personen feststellen kann. Ein von Bruce (2007) entwickeltes Modell basiert auf der „social skill“-Theorie nach Hargie et al.(2002). Dabei handelt es sich um einen kommunikationstheoretischen Ansatz, der soziale Fähigkeiten darstellt, die es einem Individuum erlauben, seine Umwelt durch gezielte Verhaltensweisen in seinem Sinne zu beeinflussen. Sie umfasst eine Darstellung einzelner Kategorien und Ebenen interpersoneller Kommunikation.
Im empirischen Modell von Bruce stellen sich folgende Konstrukte als geeignet heraus, Kritikkompetenz auf individueller Ebene zu messen. Für aktive Kritikkompetenz sind dies:
- Kooperationsbereitschaft/Perspektivenübernahme
- Konfliktbereitschaft/Selbstüberwachung
- Selbstwert
- Humor

Kooperationsbereitschaft/Perspektivenübernahme, Konfliktbereitschaft/Selbstüberwachung und Humor lassen sich auch zur Messung der passiven Kritikkompetenz nutzen. Außerdem wurden für diesen Teil der Kritikkompetenz als relevant identifiziert:
- Veränderungsbereitschaft
- Akzeptanz/Reaktanz

## Typologien
Mit Hilfe dieser Messkonstrukte identifiziert Bruce für beide Aspekte der Kritikkompetenz je vier Typen von Kritikstilen.

### Aktive Kritikkompetenz
Der kompetente Kritiker:
Aktiv kritikkompetente Personen zeichnen sich durch ein hohes Maß an Konfliktfähigkeit im Rahmen optimaler Konfliktbereitschaft bei geringer Selbstüberwachung aus. Außerdem steht ihnen ein mittleres Niveau an Kooperationsfähigkeit und Perspektivenübernahme zu. Zusätzlich besitzen sie ein hohes Maß an Selbstwert und einen guten, aber nicht übertriebenen Humor.
Der kumpelhafte Kritiker:
Der kumpelhafte Kritiker erreicht auf den meisten Skalenwerten hohe Ausprägungen. Dies ist allerdings nicht optimal, weil dieser Kritiktyp eine hohe Kooperationsbereitschaft aufweist und dazu neigt, Perspektiven zu übernehmen. Es fällt ihm deshalb schwer, unbequeme Entscheidungen zu treffen und durchzusetzen.
Außerdem neigt der ausgeprägt kumpelhafte Kritiksender dazu, Situationen grundsätzlich unter humoristischen Aspekten zu interpretieren, so dass auch Problemstellungen, die ein ernsthaftes Verhalten und eine seriöse Interpretation erfordern, diese nicht erfahren. Für ihn steht soziale Anerkennung sehr im Vordergrund.
Der autoritäre Kritiker:
Dieser Kritiktyp zeichnet sich durch eine hohe Konfliktfähigkeit, das heißt eine hohe Konfliktbereitschaft / geringe Selbstüberwachung aus sowie durch ein hohes Selbstwertgefühl und eine eher schwache Kooperationsbereitschaft/Perspektivenübernahme. Die Einstellung dieses Typus gegenüber Kritik kann infolgedessen als deutlich autoritär bezeichnet werden. Seine Anstrengungen, sich in die Perspektive des von ihm Kritisierten hineinzuversetzen, sind sehr schwach ausgeprägt, so wie auch die Möglichkeiten, mit ihm zu einer sinnvollen Kooperation zu gelangen. Bei einer ausgeprägten Stärke seines Selbstwertgefühls besteht für ihn die Möglichkeit, unabhängig von der Beurteilung anderer zu handeln. Oftmals bildet autoritärer Kritikstil einen Mangel an sozialer Kompetenz ab. Dieser Mangel wird von solchen Personen mit einem kritischen Machtgebaren kompensiert.
Der konfliktscheue Kritiker:
Der konfliktscheue Kritiktyp zeichnet sich durch eine geringe Konfliktfähigkeit und einen geringen Selbstwert aus. Der konfliktscheue Kritiksender hat die Eigenschaft, sich in positiver Form in die Perspektiven anderer Personen hineinversetzen zu können. Seine Kooperationsbereitschaft ist hoch. Er verfügt über ein Gefühl für Humor, das ihm dazu verhilft, sich in spannungsreichen Situationen zurechtzufinden und diese Situationen zu bewältigen. Entsteht jedoch ein zu hohes Niveau an Spannung, so bekommt dieser Kritiktyp rasch Bewältigungsprobleme. Da seine Konfliktbereitschaft gering ist und seine Bedenken, sich kritisch zu äußern groß, vermeidet er es, Konfliktpotential sinnvoll zu bearbeiten.

### Passive Kritikkompetenz
Der kompetente Kritiknehmer:
Der kompetente Kritiknehmer ist in der Lage, an ihn geäußerte Kritik konstruktiv zu verarbeiten. Da er den kreativen Konflikt nicht scheut, setzt er sich mit Kritik so auseinander, dass er einerseits die Kritik aus einer anderen Perspektive heraus akzeptiert, sich selbst also in Frage stellen kann, um gegebenenfalls das eigene Verhalten neu anzupassen und zu verbessern. Der kompetente Kritiknehmer prüft also Kritik anderer und erkennt gegebenenfalls seine eigenen Mängel in ihr wieder, um diese dann aufzuarbeiten. Zugleich legt er gegenüber der Kritik anderer Ernsthaftigkeit an den Tag. Er ist außerdem in der Lage, problematische Spannungen mit humorvoller Einstellung zu beantworten und so zu entschärfen. Andererseits ist dieser Typ nicht so eingestellt, dass er mit humorvoller Attitüde produktive kritische Situationen nivelliert. Der kompetente Kritiknehmer reflektiert seine kritischen Seiten und erkennt, dass Kritik zur Entwicklung seiner persönlichen Fähigkeiten beitragen kann.
Der konfliktäre Kritiknehmer:
Der konfliktäre Kritiknehmer bildet einen unabhängigen Kritiktyp. Er verfügt zwar einerseits über ein hohes Maß an Konfliktbereitschaft, andererseits aber nur über eine geringe Selbstüberwachung. Auch seine Fähigkeit zur Kooperationsbereitschaft/Perspektivenübernahme ist nicht ausgeprägt. Seine Bereitschaft zur eigenen Veränderung und zur Akzeptanz und seine Fähigkeit zum Humor sind ebenfalls nur gering entwickelt. Dieser Typ des konfliktären Kritiknehmers fasst Kritik eher als Bevormundung auf und ist nicht bereit, sich produktiv nach der Kritik Dritter zu richten. Kritisiert man ihn, ist der Konflikt mit ihm fast zwangsläufig. Die Klärung eines solchen Konfliktes wirft gleichfalls Probleme auf, da dieser Kritiktyp mit seiner gering ausgeprägten Kooperationsbereitschaft sich angegriffen fühlt und eher rechthaberisch reagiert.
Der kooperative Kritiknehmer:
Der kooperative Kritiknehmer verfügt über Kooperations-, Veränderungs- und Akzeptanzbereitschaft und besitzt auch Humor. Es mangelt ihm jedoch an Konfliktfähigkeit. Dieser Kritiknehmer hat die Neigung, sich viel anzuhören, die Meinungen und Kritik anderer aber nicht zu hinterfragen und nicht produktiv umzusetzen. Der kooperative Kritiknehmer zeigt häufige Verhaltensschwankungen, da er bereit ist, sich rasch umzustellen. Er scheut den Konflikt, verfügt also über wenige Möglichkeiten, sich mit der Kritik anderer konstruktiv auseinanderzusetzen. Ein Zeichen des kooperativen Kritiknehmers ist das vorschnelle Zustimmen.
Der unabhängige Kritiknehmer:
Der unabhängige Kritiknehmer ist durch eine geringe Bereitschaft zur Veränderung gekennzeichnet. Dieser Kritiktyp ist einerseits dazu fähig, Konflikte sinnvoll zu bearbeiten und in ihrem Rahmen zu kooperieren. Andererseits nutzt er diese Möglichkeiten nicht, um seine persönlichen Eigenschaften voranzubringen. Der unabhängige Kritiknehmer verlässt seine eigene Perspektive nur wenig, da er sie für richtig hält, und verkleidet seine latente Besserwisserei hinter humorigem Gebaren. Trotz allgemein positiver Einstellung hat dieser Kritiktyp Probleme, Kritik so positiv zu verarbeiten, dass er sich weiterentwickeln kann.